# Boontje komt om zijn loontje
Boontje komt om zijn loontje is van oorsprong een zeventiende-eeuws Nederlands sprookje. Tegenwoordig is de naam van het sprookje vooral bekend als spreekwoord.

## Sprookje
Het sprookje handelt over een Erwtje, boontje, een strootje en een kooltje. Deze gingen samen op pad en kwamen voor een brede sloot te staan. Ze wisten niet hoe deze sloot over te steken. Hierop kwam het strootje met een oplossing: hij ging over het water liggen waardoor het boontje naar de overkant kon lopen. Toen hierna het kooltje op deze wijze naar de overkant wilde lopen, vatte het strootje vlam en verbrandde. Hierdoor viel het kooltje in het water en doofde. Dit was voor het boontje aanleiding om in luid gelach uit te barsten. Hierdoor scheurde zijn buik open en kwam boontje om zijn loontje. Het sprookje eindigt positief omdat het boontje door een kleermaker werd dichtgenaaid met zwart garen.
Dit sprookje is afkomstig uit de Klucht van Oene (1662) van de Nederlandse dichter en toneelschrijver Jan Vos (dichter) (ca.1610-1667). De Gebroeders Grimm hoorden later in Kassel een variant van hetzelfde sprookje, uiteraard vertaald in het Duits, onder de titel Strohhalm, Kohle und Bohne.

## Spreekwoord
Het spreekwoord Boontje komt om zijn loontje betekent dat iedereen die iets verkeerds doet, daarvoor uiteindelijk zijn verdiende straf krijgt.